# Zlatá Olešnice
Zlatá Olešnice (deutsch Goldenöls) ist eine Gemeinde in Tschechien. Sie befindet sich sieben Kilometer nordöstlich von Trutnov im Osten des Rehorngebirges und gehört zum Okres Trutnov.

## Geographie
Der Ort erstreckt sich im Tal der Zlatá Olešnice (Goldenölsner Bach), eines kleinen Zuflusses zur Ličná (Litsche). Die Hauptstraße von Zlatá Olešnice bildet die Staatsstraße 16, die von Trutnov ins polnische Lubawka führt. Westlich im Ličná-Tal führt die Eisenbahnstrecke von Trutnov nach Královec. Südlich von Zlatá Olešnice verläuft eine dreifache Bunkerlinie des Tschechoslowakischen Walls, die das Ličná-Tal quert und an der sich an der gegenüberliegenden Talseite die Festung Stachelberg befindet. Im Osten liegt die Staatsgrenze zu Polen.
Nachbarorte sind Křenov, Malý Křenov, Lampertice und Bernartice im Norden, Rybníček im Nordosten, Okrzeszyn im Osten, Petříkovice und der verlassene Ort Debrné im Südosten, Nové Voletiny im Süden, Libeč im Südwesten, Babí im Westen sowie Prkenný Důl und Žacléř im Nordwesten.

## Geschichte
Die erste Erwähnung von Zlatá Olešnice stammt aus dem Jahre 1297. Entlang des Dorfbaches wurden im Mittelalter Goldwäschen betrieben. Ab der Mitte des 19. Jahrhunderts bildete Goldenöls eine Gemeinde im Gerichtsbezirk Trautenau bzw. im Bezirk Trautenau. Goldenöls hatte im Jahre 1900 659 Einwohner, 1939 waren es 589.
Nach dem Münchner Abkommen wurde der Ort dem Deutschen Reich zugeschlagen und gehörte bis 1945 zum Landkreis Trautenau.
Nach dem Zweiten Weltkrieg wurden die deutschen Bewohner vertrieben.

## Sehenswürdigkeiten

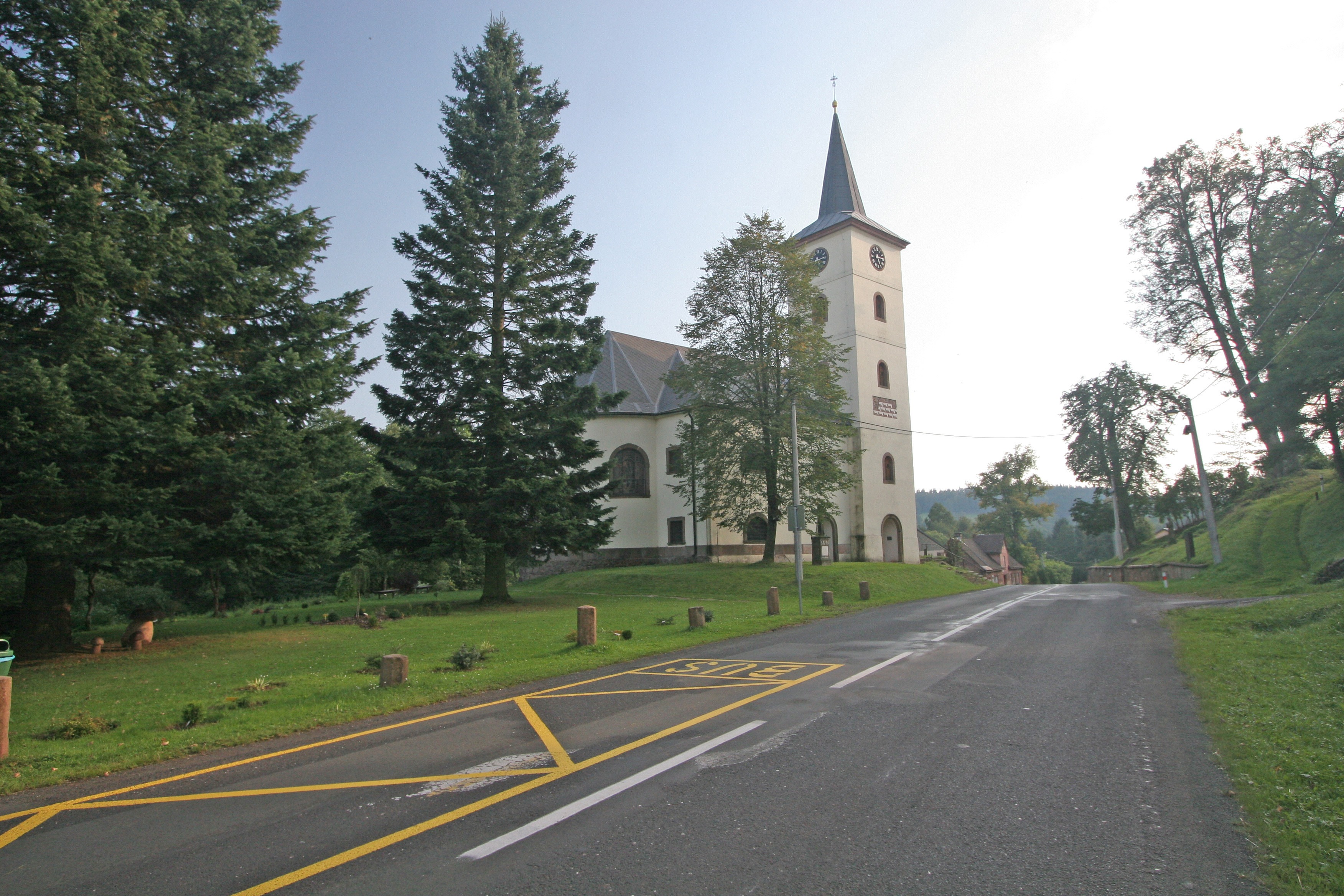
Kirche der Hl. Katharina

- Kirche der Hl. Katharina, Renaissancebau
- Befestigungsanlagen des Tschechoslowakischen Walls mit Festung Stachelberg bei Babí
- Reste der Burg Rechenburk bei Libeč
- Kapelle in der Wüstung Debrné

## Söhne und Töchter der Gemeinde
- Jaroslav Feistauer (1909–?), tschechoslowakischer Skisportler
- František Šimůnek (1910–1989), tschechoslowakischer Skisportler
- Helmuth Möhwald (1946–2018), deutscher Physiker